# Slobodan Unković
Slobodan Unković (en serbe cyrillique : Слободан Унковић ; né en 1938) est un homme d'État serbe. Membre du Parti socialiste de Serbie (SPS) de Slobodan Milošević, il a été le premier président de l'Assemblée nationale de la république de Serbie.